# Шестихино (станция)
Шестихино — пассажирско-грузовая железнодорожная станция Ярославского региона Северной железной дороги, находящаяся в поселке Шестихино Ярославской области.

## Деятельность
Станция открыта для грузовой работы. Коммерческие операции, выполняемые на станции: продажа пассажирских билетов.

## Транспорт

### Пригородные поезда
| Время       | Дни   | Маршрут движения                 | № поезда       |
| ----------- | ----- | -------------------------------- | -------------- |
| 05:27-05:36 | Ежед. | Пищалкино — Рыбинск-Пассажирский | 6574           |
| 09:50-09:53 | Ежед. | Рыбинск-Пассажирский — Пищалкино | 6583           |
| 12:16-12:17 | Ежед. | Пищалкино — Рыбинск-Пассажирский | 7584           |
| 13:16-13:18 | Ежед. | Ярославль-Московский — Пищалкино | 6582/6581/6579 |
| 16:08-16:13 | Ежед. | Пищалкино — Ярославль-Главный    | 6592           |
| 18:30-18:33 | Ежед. | Рыбинск-Пассажирский — Некоуз    | 6587           |
| 19:36-19:38 | Ежед. | Некоуз — Рыбинск-Пассажирский    | 6588           |
| 21:40-21:42 | Ежед. | Ярославль-Главный — Пищалкино    | 6595/6589      |

(по состоянию на 22.11.2024)

### Поезда дальнего следования
| Время       | Дни   | Маршрут движения                                | № поезда |
| ----------- | ----- | ----------------------------------------------- | -------- |
| 02:15-02:16 | Ежед. | Самара — Санкт-Петербург-Главный                | 047М     |
| 04:52-04:55 | Ежед. | Санкт-Петербург-Главный — Самара                | 048А     |
| 09:00-09:01 | Сб.   | Москва, Восточный вокзал — Рыбинск-Пассажирский | 602Я     |
| 18:18-18:19 | Вс.   | Рыбинск-Пассажирский — Москва, Восточный вокзал | 601Я     |

(по состоянию на 22.11.2024)